# Vukanja
Vukanja (izvirno srbsko Вукања) je naselje v Srbiji, ki upravno spada pod Občino Aleksinac; slednja pa je del Niškega upravnega okraja.

## Demografija
V naselju živi 594 polnoletnih prebivalcev, pri čemer je njihova povprečna starost 45,9 let (44,3 pri moških in 47,5 pri ženskah). Naselje ima 199 gospodinjstev, pri čemer je povprečno število članov na gospodinjstvo 3,54.
To naselje je, glede na rezultate popisa iz leta 2002, večinoma srbsko.

## Фотографије села
- Брда у околини села
- Жетва
- lанорама Вукање

Predloga:Message galerie
|  |

| Demografija | Demografija     | Demografija     |
| Leto        | Št. prebivalcev | Št. prebivalcev |
| ----------- | --------------- | --------------- |
|             |                 |                 |
|             |                 |                 |
|             |                 |                 |
|             |                 |                 |
| 1948        | 1131            |                 |
| 1953        | 1172            |                 |
| 1961        | 1143            |                 |
| 1971        | 1071            |                 |
| 1981        | 1038            |                 |
| 1991        | 883             | 837             |
| 2002        | 780             | 705             |
|             |                 |                 |

| Etnična sestava po popisu iz leta 2002 | Etnična sestava po popisu iz leta 2002 | Etnična sestava po popisu iz leta 2002 | Etnična sestava po popisu iz leta 2002 | Etnična sestava po popisu iz leta 2002 |
| -------------------------------------- | -------------------------------------- | -------------------------------------- | -------------------------------------- | -------------------------------------- |
| Srbi                                   | Srbi                                   |                                        | 692                                    | 98,15%                                 |
| Romi                                   | Romi                                   |                                        | 11                                     | 1,56%                                  |
| Neznano                                | Neznano                                |                                        | 1                                      | 0,14%                                  |